# Cihan Özkaymak
Cihan Özkaymak (* 4. Juli 1989 in Osmangazi, Provinz Bursa) ist ein türkischer Fußballspieler, der von 2013 bis 2019 bei Denizlispor unter Vertrag stand.

## Karriere
Özkaymak wurde in Osmangazi, ein Landkreis der Provinz Bursa, geboren und fing im Alter von elf Jahren mit dem Fußballspielen bei Bursaspor an. Er durchlief fortan alle Jugendmannschaften und bekam mit seiner Volljährigkeit seinen ersten professionellen Vertrag bei Bursaspor. 
Um Spielpraxis bei den Herren zu sammeln, wurde er für zwei Jahre an den Viertligisten Oyak Renault SK (heute Yeşil Bursa SK) ausgeliehen. Hier war er als Stammspieler im Mittelfeld gesetzt und verpasste kaum ein Spiel. Da er bei diesem Verein mit seiner Rolle zufrieden war, äußerte er seinem Arbeitgeber Bursaspor den Wunsch, weiterhin für Oyak Renault SK spielen zu wollen. Dieser stimmte dem zu, sodass Özkaymak samt Ablöse zu Oyak Renault SK wechselte.
Nach zwei weiteren Spielzeiten unterschrieb er eine Liga höher beim Drittligisten Alanyaspor. Bis auf den ersten Spieltag kam er in der Saison 2012/13 immer zum Einsatz und erzielte dabei in 31 Spielen neun Tore. 
Anschließend wechselte er in der Saison 2013/14 zu Denizlispor in die TFF 1. Lig. Özkaymak wurde im Laufe der Jahre zu einem Publikumsliebling, auch wenn er oft kurze oder gar keine Einsätze in der Liga hatte (unter anderem durch schwere Verletzungen). In fünfeinhalb Jahren gelangen ihm neun Tore in 94 Meisterschaftsspielen.